# Hyperchirioides
Hyperchirioides este un gen de molii din familia Saturniidae. 

## Specii
- Hyperchirioides bulaea (Maassen & Weyding, 1885)